# Sakata (Jamagata)
Sakata (japonsky: 酒田市 , Sakata-ši) je japonské město nacházející se v prefektuře Jamagata na ostrově Honšú v Japonsku. Město má okolo 102 tisíc obyvatel a rozlohu okolo 603 km².

## Slavné osobnosti
- Teidži Honma (1911–?), hokejový brankář
- Ken Domon (1909–1990), japonský fotograf
- Seiko Šimakage (* 1949), bývalá volejbalistka
- Haruo Nakadžima (1929–2017), japonský filmový herec